# Anagoges dike
L'anagoges dike (in greco antico: ἀναγωγῆς δίκη?, anagoghês díke) era il tipo di dike che riguardava i casi in cui un privato, quando vendeva uno schiavo a un altro privato, non gli comunicava i difetti dello schiavo; l'acquirente, entro un certo tempo fissato dalla legge, doveva riportare (in greco antico: ἀνάγειν?, anághein) alle autorità competenti i difetti dello schiavo.
Platone nelle Leggi, parlando di uno stato ideale, forse si ispira all'anagoges dike realmente esistente. Platone nomina come difetti passibili di anagoges dike la tisi, la calcolosi, la stranguria e l'epilessia; afferma che lo schiavo non può essere restituito al venditore se l'acquirente è un medico o un insegnante di ginnastica; pone come tempo massimo per la restituzione sei mesi per i primi tre difetti, un anno per l'epilessia; dice che i medici devono essere scelti in comune accordo tra le parti e che il colpevole deve pagare o una somma doppia rispetto al prezzo dello schiavo o, se la parte lesa è d'accordo, solo rimborsare il prezzo; ricorda che, se l'acquirente non viene informato del fatto che lo schiavo è un omicida, la questione deve essere disputata dai cinque nomofilaci più giovani e il venditore, se giudicato colpevole, deve pagare una somma tripla rispetto al prezzo dello schiavo e purificare a sue spese la casa della parte lesa.